# Спартак (Чернівці)
Спартак (Чернівці) — радянський футбольний клуб із Чернівців. Заснований в 1940 році. Разом з чернівецьким «Динамо» вважається одним з перших професійних клубів (командою майстрів) міста Чернівці з приходом радянської влади.

## Історія
Футбольна команда брала участь в різних змаганнях ще в 1940-х роках. Останній раз згадується в 1960 році, коли грала перехідні матчі з чернівецьким «Авангардом» за право виступати в класі «Б».

## Досягнення
Чемпіонат Чернівецької області
- Переможець (2): 1941, 1946

## Статистика виступів

### Чемпіонат
- СРСР:
  - 1946 — 4 місце у Групі III «зона УРСР (Захід)» (8 команд).
- УРСР:
  - 1947 — 4 місце у 5 зоні КФК (4 команди).
  - 1949 — 10 місце у 10 зоні КФК (10 команд).

### Кубок
- УРСР:
  - 1946[ru] — 1/16 фіналу.
  - 1949[ru] — 1/16 фіналу.
  - 1960 (аматори) — 1/32 фіналу.

## Відомі футболісти
- Микола Гаврилюк